# 迷踪拳
迷踪拳原名燕青拳，又名迷宗拳、迷蹤藝、練手拳。传说是水泊梁山的浪子燕青根据“燕青十八翻”创立，又有说是因为该套拳法源于河北的燕州和山东的青州一带，故名燕青拳。因来源不明，故又被称为“迷宗拳”，又因为拳法奇特，又名“迷踪拳”，后被郭于翔所发扬光大。 但这些说法都无法确定其可靠来源。还有人说，迷宗拳本为霍元甲所创的迷踪拳或迷踪艺，直到1981年拍摄电视剧《大侠霍元甲》的时候，才被编导根据电视情节而改名为“迷蹤拳”。
迷踪拳的身法輕靈，拳快步鬆，上三路占七分，下三路占三分，霍家迷蹤拳是各家武術套路的綜合，由於霍元甲對各家武術種類的了解才能融會灌通這套重實戰的拳法。
迷踪拳其中一個套路迷踪長拳，動作緩慢輕鬆，呼吸自然，有不少人誤以為是太極拳。
關於拳法的來源説法不一，有以下幾種傳説：一，有人認爲最早为达摩所创；二，唐代少林寺僧外出至一高山，见到一种猿状动物相斗，遂得到启发，后造此拳遂名为猊猔拳。 围绕着秘宗拳的起源有許多傳説，拳法的名称也因之眾說不一，如“燕青拳”、“秘宗拳”、“迷踪藝”、“猊拳”等等；三，最早為河南嵩山少林寺"燒火僧緊那羅王"所創。相傳，他原不在少林寺出家，他遊遍天下訪遍名師。後來少林當了一名燒火僧，他頭不剃，臉不洗，穿破僧衣， 目的為掩蓋起真面目。元朝時紅巾軍攻打少林寺，眾僧不能抵抗，緊那羅王手持一條鐵棍打退百萬紅巾之兵，後借燕青為名創燕青門，其有一師姐(為道姑)，練秘宗拳，故稱"一路秘宗。二路燕青。燕青秘宗不分家。

## 流派
- 陳善派
- 霍家派
- 張耀庭派
- 葉雨亭派(迷踪羅漢)

## 相關鏈接
- 南拳
- 拳術發展歷史
- 中國武術門派